# Autotypische Farbmischung

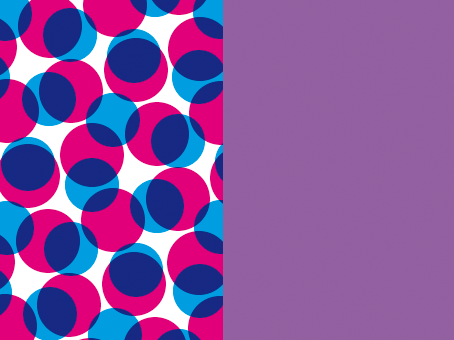
Die gewünschte Mischfarbe (rechts) wird durch die Druckfarben Cyan und Magenta sowohl durch subtraktive Farbmischung (blaue Schnittmengen) als auch durch additive Farbmischung erzielt.

Die autotypische Farbmischung ist eine Kombination aus subtraktiver Farbmischung und additiver Farbmischung im Vierfarbdruck.
Die additive Farbmischung entsteht im Druck dadurch, dass das vom Bedruckstoff – durch die nebeneinander liegenden und einzeln nicht wahrgenommenen halbtransparenten (lasierenden) Farbpunkte im Druckraster hindurch – das reflektierte Licht im Auge additiv (physiologisch) gemischt wird. 
Die subtraktive Farbmischung entsteht, wenn die Farbpunkte im Druckraster so dicht zusammen liegen, dass sie sich in Teilen überschneiden. Die Farben der übereinander liegenden Teilflächen mischen sich auf dem Bedruckstoff subtraktiv (physikalisch), da das vom Material reflektierte Licht alle überlagerten Farbschichten durchdringt. 
Die Farbe des Bedruckstoffes spielt bei der Farbmischung ebenfalls eine Rolle: Zum einen bei der Reflexion des Lichtes, das die Druckfarbe durchdringt. Zum anderen werden durch das Druckraster Teile des Bedruckstoffes nicht mit Farbe bedruckt.
Die physiologische Farbmischung im Auge, die physikalische Farbmischung auf dem Bedruckstoff sowie die Reflexion der nicht bedruckten Bereiche im Druckraster erzeugen gemeinsam den Farbeindruck.